# Rudolf Todt
Rudolf Immanuel Traugott Todt (* 19. Februar 1839 in Mödlich (Prignitz); † 14. Oktober 1887 in Brandenburg an der Havel) war ein evangelischer Pfarrer in der Mark Brandenburg, der sich mit dem wissenschaftlichen Sozialismus auseinandersetzte und diesen vom Neuen Testament her für berechtigt erklärte. Er veröffentlichte auch Flugschriften unter dem Pseudonym Rudolf Mors.

## Leben

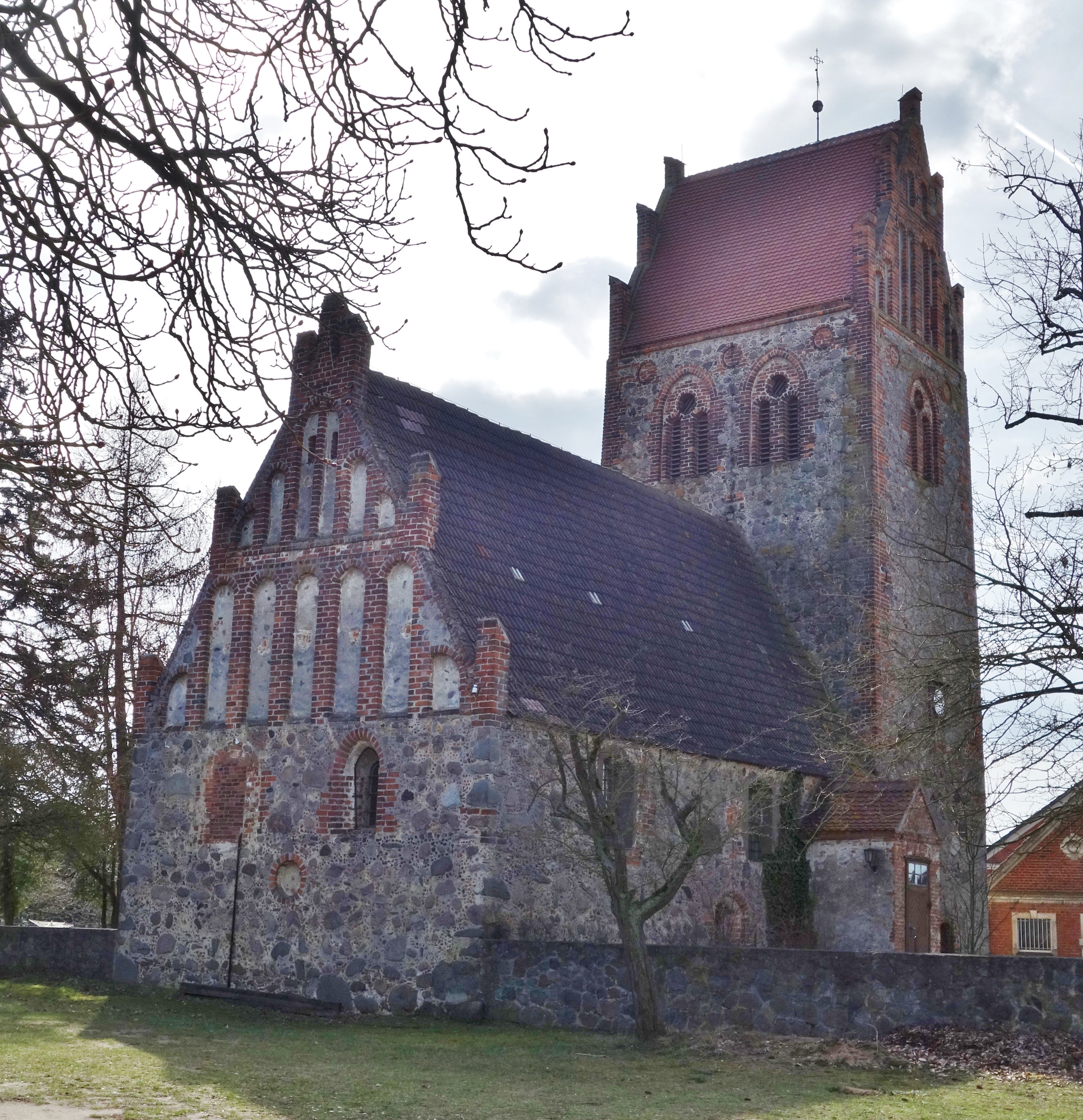
Dorfkirche Barenthin

Rudolf Todt war der Sohn eines Pfarrers und studierte an den Universitäten Halle und Berlin Evangelische Theologie. Er wurde Hauslehrer und trat 1867 eine Pfarrstelle in Barenthin (Ostprignitz) an. 1880 wurde er Pfarrer in Brandenburg an der Havel und war dort von 1885 bis 1887 Superintendent.

## Werk
In seiner Zeit als Landpfarrer studierte Todt unter anderem die Schriften von Karl Marx und Ferdinand Lassalle. Seit 1872 veröffentlichte er einzelne Artikel zu diesem Thema. 1877 erschien sein Hauptwerk „Der radikale deutsche Socialismus und die christliche Gesellschaft“.
Todt legte seinem Buch eine Dreiteilung zugrunde, die damals oft auf August Bebel zurückgeführt wurde, tatsächlich aber, wie Todt richtig feststellte, von Carl Boruttau stammte. Der Sozialismus erstrebe: „Auf staatlichem Gebiet den Republikanismus, auf wirthschaftlich-socialem den Communismus, auf religiösem den Atheismus.“
Gerhard Besier charakterisiert Todts Hauptwerk so: Der Verfasser entwickle eine christliche Sozialethik auf Grundlage der marxistischen Gesellschaftsanalyse und des Neuen Testaments. Er habe einen christlichen Sozialismus vertreten, der sich dem radikalen Sozialismus vielfach annäherte. „Dessen atheistisches Gedankengut hielt er für akzidentiell.“
Todt gehörte 1877 zu den Gründern des „Central-Verein für Social-Reform auf religiöser und constitutionell-monarchistischer Grundlage“ und war Redakteur der gleichzeitig neu erscheinenden Zeitschrift „Der Staats-Socialist“. Verein und Zeitschrift existierten nur bis 1882. Der „Central-Verein“ zeigt die Ambivalenz von Todts Sozialismus. In der Gesellschaftsanalyse wagte er radikale Positionen, hinsichtlich der Umsetzung von Reformen blieb er „fixiert auf den preußisch-deutschen Obrigkeitsstaat“.

## Veröffentlichung
- Der radikale deutsche Socialismus und die christliche Gesellschaft. Wittenberg 1877. (Digitalisat)